# 1939 v letectví
Tento článek obsahuje seznam událostí souvisejících s letectvím, které proběhly roku 1939.

## Události

### Březen
- 30. března – Hans Dieterle ustanovuje s letounem Heinkel He 100 nový světový rychlostní rekord 746 km/h

### Červen
- 28. června – Pan American World Airways zahájily pravidelné linkové lety na trase New York – Azory – Lisabon – Marseilles za použití letounů Boeing 314 Clipper. Jednalo se o první pravidelnou komerční transatlantickou přepravu za použití letadel těžších vzduchu.

### Červenec
- 20. července – Erich Warsitz uskutečňuje s letounem Heinkel He 176 první let letounu poháněného raketovým motorem na tekuté palivo

### Srpen
- 5. srpna – Britské aerolinky Imperial Airways zahájily provoz na experimentální transatlantické poštovní trase Southampton–Montréal–New York obsluhované létajícími čluny Short třídy „C“, kterým doplňovaly palivo za letu upravené Handley Page Harrow společnosti Flight Refuelling Limited,[1] ale tento pokus musel být ukončen již 1. října, po vypuknutí druhé světové války.
- 26. srpna – Messerschmitt Me 209 dosahuje nového světového rychlostního rekordu 755 km/h
- 27. srpna – Erich Warsitz uskutečňuje s letounem Heinkel He 178 první let pouze s pomocí proudového motoru

### Září
- 1. září – začíná německá invaze do Polska. Luftwaffe hraje klíčovou roli při umlčování polské obrany.
- 3. září – Velká Británie a Francie vyhlašují válku Německu. Začíná druhá světová válka.
- 3. září – bombardéry Armstrong Whitworth Whitley shazují propagandistické letáky na německá města
- 3. září – závod o Pohár Gordona Bennetta, který se měl konat ve Lvově byl kvůli útoku na Polsko zrušen
- 4. září – první britské bomby konfliktu dopadají na německé cíle, když Bristol Blenheim útočí na německou flotilu
- 26. září – první vzdušné vítězství britského stroje (z Fleet Air Arm) v druhé světové válce. Tři stroje Blackburn Skua z letadlové lodi HMS Ark Royal sestřelují nad Severním mořem Dornier Do 18.

### Říjen
- 8. října – první vzdušné vítězství v druhé světové válce stroje RAF. Lockheed Hudson sestřeluje nad Jutskem Dornier Do 18.
- 16. října – Luftwaffe útočí na první britské cíle – lodě Royal Navy ve Firth of Forth.

### Listopad
- Luftwaffe začíná shazovat miny do britských pobřežních vod
- 30. listopadu – sovětské letecké útoky na Helsinki a Viipuri začínají Zimní válku

### Prosinec
- 18. prosince – Royal Air Force ukončuje denní bombardování Německa po těžkých ztrátách strojů Vickers Wellington

## První lety
- Nakadžima Ki-43

### Leden
- 27. ledna – Lockheed XP-38

### Únor
- Bücker Bü 181

### Březen
- 14. března – Martin 167W, pozdější Martin „Maryland“
- 31. března – Miles Master, sériový stroj N7408

### Duben
- Berijev MBR-7
- 1. dubna – Micubiši A6M Zero
- 3. dubna – Gloster F.9/37, prototyp L7999
- 6. dubna – Bell P-39 Airacobra, prototyp XP-39
- 12. dubna – IAR 80
- 25. dubna – Arsenal VG-33

### Květen
- Fiat RS.14
- 5. května – Consolidated 31
- 14. května – Short Stirling
- 15. května – Tupolev ANT-20bis
- 21. května – Iljušin DB-3F
- 30. května – Fokker D.XXIII

### Červen
- Micubiši Ki-51
- 1. června – Focke-Wulf Fw 190

### Červenec
- Piper J-5
- 17. července – Bristol Beaufighter, prototyp R2052
- 20. července – Heinkel He 176, první letoun poháněný raketovým motorem na tekuté pohonné látky
- 25. července – Avro Manchester, prototyp L7246

### Srpen
- 13. srpna – Vickers Warwick
- 27. srpna – Heinkel He 178, první proudový letoun

### Září
- 11. září – Fokker T.IX
- 14. září – Vought-Sikorsky VS-300, vrtulník, upoutaný let
- 24. září – Handley Page Halifax, H.P.57 prototyp L7244

### Říjen
- 6. října – Hawker Tornado
- 8. října – Percival Proctor
- 23. října – Micubiši G4M

### Listopad
- 24. listopadu – Piaggio P.108

### Prosinec
- 6. prosince – Morane-Saulnier MS.435
- 22. prosince – Caproni Ca.313
- 29. prosince – Consolidated XB-24